# Берцхан
Берцхан (њем. Berzhahn) општина је у њемачкој савезној држави Рајна-Палатинат. Једно је од 192 општинска средишта округа Вестервалд. Према процјени из 2010. у општини је живјело 475 становника. Посједује регионалну шифру (AGS) 7143209.

## Географски и демографски подаци
Берцхан се налази у савезној држави Рајна-Палатинат у округу Вестервалд. Општина се налази на надморској висини од 310 метара. Површина општине износи 3,3 km².

## Становништво
У самом мјесту је, према процјени из 2010. године, живјело 475 становника. Просјечна густина становништва износи 146 становника/km².